# Sportverein Waldhof Mannheim 07 1996-1997
Questa voce raccoglie le informazioni riguardanti lo Sportverein Waldhof Mannheim 07 nelle competizioni ufficiali della stagione 1996-1997.

## Stagione
Nella stagione 1996-1997 il Mannheim, allenato da Klaus Schlappner e Uwe Rapolder, concluse il campionato di 2. Bundesliga al 15º posto e fu retrocesso in Regionalliga. In Coppa di Germania il Mannheim fu eliminato al secondo turno dal Friburgo.

## Rosa
| N. |                     | Ruolo | Calciatore         |
| -- | ------------------- | ----- | ------------------ |
| 30 | Germania (bandiera) | P     | Andreas Clauß      |
| 1  | Germania (bandiera) | P     | Marco Langner      |
| 29 | Germania (bandiera) | P     | Thorsten Müller    |
| 17 | Germania (bandiera) | D     | Enrico Barth       |
| 13 | Germania (bandiera) | D     | Jens Gerlach       |
| 5  | Germania (bandiera) | D     | Waldemar Ksienzyk  |
| 26 | Germania (bandiera) | D     | Dennis Mackert     |
| 16 | Germania (bandiera) | D     | Frank Scheuber     |
| 27 | Germania (bandiera) | D     | Frank Schön        |
| 24 | Germania (bandiera) | D     | Maik Unfricht      |
| 14 | Germania (bandiera) | C     | Matthias Dehoust   |
| 10 | Germania (bandiera) | C     | Fabrizio Hayer     |
| 6  | Germania (bandiera) | C     | Norbert Hofmann    |
| 18 | Polonia (bandiera)  | C     | Andrzej Kobylański |

| N. |                     | Ruolo | Calciatore           |
| -- | ------------------- | ----- | -------------------- |
| 12 | Germania (bandiera) | C     | Jürgen Luginger      |
| 4  | Germania (bandiera) | C     | Mirko Reichel        |
| 3  | Germania (bandiera) | C     | Thomas Richter       |
| 15 | Germania (bandiera) | C     | Niels Schlotterbeck  |
| 8  | Germania (bandiera) | C     | Alois Schwartz       |
| 11 | Ghana (bandiera)    | C     | Mallam Yahaya        |
| 28 | Turchia (bandiera)  | A     | Atilla Birlik        |
| 25 | Ghana (bandiera)    | A     | Frederick Commodore  |
| 9  | Germania (bandiera) | A     | Thomas Epp           |
| 7  | Islanda (bandiera)  | A     | Bjarki Gunnlaugsson  |
| 21 | Germania (bandiera) | A     | Uwe Hartenberger     |
| 19 | Grecia (bandiera)   | A     | Georgios Karagiannis |
| 22 | Turchia (bandiera)  | A     | Soner Uysal          |

## Organigramma societario
Area tecnica
- Allenatore: Uwe Rapolder, Klaus Schlappner
- Allenatore in seconda: Eugen Hach
- Preparatore dei portieri:
- Preparatori atletici:

## Calciomercato

### Sessione estiva
| Acquisti | Acquisti            | Acquisti        | Acquisti |
| R.       | Nome                | da              | Modalità |
| -------- | ------------------- | --------------- | -------- |
| C        | Thomas Richter      | Hertha Berlino  |          |
| A        | Frederick Commodore | Hearts of Oak   |          |
| A        | Marek Czakon        | Union Berlino   |          |
| C        | Niels Schlotterbeck | Al-Qadsiya      |          |
| C        | Alois Schwartz      | Rot-Weiss Essen |          |

| Cessioni | Cessioni         | Cessioni   | Cessioni |
| R.       | Nome             | a          | Modalità |
| -------- | ---------------- | ---------- | -------- |
| D        | Michael Köpper   | Lubecca    |          |
| A        | Dieter Eckstein  | Winterthur |          |
| A        | Timur Eroglu     | Karlsruhe  |          |
| D        | Thomas Faulstich | Sandhausen |          |
| D        | Canko Cvetanov   | Aberdeen   |          |
| C        | Michael Zeyer    | Duisburg   |          |

### Sessione invernale
| Acquisti | Acquisti          | Acquisti          | Acquisti |
| R.       | Nome              | da                | Modalità |
| -------- | ----------------- | ----------------- | -------- |
| D        | Frank Schön       | Schalke 04        |          |
| D        | Waldemar Ksienzyk | Schalke 04        |          |
| C        | Mallam Yahaya     | Borussia Dortmund |          |

| Cessioni | Cessioni          | Cessioni          | Cessioni |
| R.       | Nome              | a                 | Modalità |
| -------- | ----------------- | ----------------- | -------- |
| D        | Andreas Wagenhaus | Gossau            |          |
| A        | Marek Czakon      | Eintracht Treviri |          |

## Risultati

### 2. Bundesliga

#### Girone di andata
| Arbitro: | Jansen |

|                        |           |  |
| Kirsten 37’ Hecker 54’ | Marcatori |  |

| Arbitro: | Strampe |

|                              |           |                                       |
| Kobylański 6’, 50’ Hayer 32’ | Marcatori | 18’ Niedziella 59’ Krieg 83’ Lipinski |

| Arbitro: | Koop |

|            |           |                               |
| Hofmann 8’ | Marcatori | 17’ Gaudino 74’ Güntensperger |

| Arbitro: | Friedrichs |

|            |           |                |
| Helmer 39’ | Marcatori | 87’ Kobylański |

| Arbitro: | Werthmann |

|           |           |               |
| Hayer 61’ | Marcatori | 65’ Schmöller |

| Arbitro: | Pohlmann |

|                        |           |             |
| Sailer 29’ Schneck 71’ | Marcatori | 90’ Dehoust |

| Arbitro: | Prengel |

|                                                        |           |  |
| Kobylański 16’ Reichel 52’ Köpper 79’ Gunnlaugsson 83’ | Marcatori |  |

| Arbitro: | Kadach |

|                                               |           |             |
| Thorup 49’ Wedau 71’ Wollitz 77’ Petroski 89’ | Marcatori | 60’ Gerlach |

| Arbitro: | Dardenne |

|                            |           |                        |
| Kobylański 38’ Gerlach 50’ | Marcatori | 51’ Schmidt 65’ Erhard |

| Arbitro: | Fandel |

|             |           |            |
| Meißner 42’ | Marcatori | 2’ Hofmann |

| Arbitro: | Steinborn |

|                          |           |           |
| Reichel 44’ Luginger 65’ | Marcatori | 85’ Čović |

| Arbitro: | Casper |

|                                                             |           |             |
| Däbritz 3’ Fuchs 25’ Bittencourt 33’, 79’ Heidrich 82’, 89’ | Marcatori | 23’ Hofmann |

| Arbitro: | Wendorf |

|                  |           |  |
| Gunnlaugsson 23’ | Marcatori |  |

| Arbitro: | Neis |

|                   |           |                  |
| Vier 8’ Klein 44’ | Marcatori | 43’ Gunnlaugsson |

| Arbitro: | Weber |

|                             |           |  |
| Kobylański 76’ Schwartz 88’ | Marcatori |  |

| Arbitro: | Gettke |

|            |           |  |
| Tammen 78’ | Marcatori |  |

| Arbitro: | Fleischer |

|                                       |           |         |
| Hayer 8’ Gunnlaugsson 57’ Richter 60’ | Marcatori | 3’ Löbe |

#### Girone di ritorno
| Arbitro: | Hilmes |

|                                                  |           |  |
| Reichel 59’ Kobylański 75’, 89’ Gunnlaugsson 90’ | Marcatori |  |

| Arbitro: | Wezel |

|                                   |           |  |
| Krieg 9’ Akonnor 53’ Hey 84’, 86’ | Marcatori |  |

| Arbitro: | Stark |

|                   |           |  |
| Güntensperger 50’ | Marcatori |  |

| Arbitro: | Müller |

|             |           |  |
| Reichel 74’ | Marcatori |  |

| Arbitro: | Neis |

|                       |           |           |
| Bergen 32’ Hartig 76’ | Marcatori | 78’ Hayer |

| Arbitro: | Kadach |

|  |           |             |
|  | Marcatori | 83’ Beierle |

| Arbitro: | Hufgard |

|               |           |             |
| Raičković 90’ | Marcatori | 59’ Reichel |

| Arbitro: | Byernetzky |

|           |           |  |
| Uysal 79’ | Marcatori |  |

| Arbitro: | Weiner |

|                  |           |  |
| Demandt 13’, 66’ | Marcatori |  |

| Arbitro: | Wack |

|              |           |                              |
| Luginger 53’ | Marcatori | 35’, 66’ Präger 43’ Stammann |

| Arbitro: | Hauer |

|                         |           |                 |
| Preetz 28’ Fährmann 61’ | Marcatori | 9’, 24’ Reichel |

| Arbitro: | Blumenstein |

|           |           |           |
| Hayer 57’ | Marcatori | 13’ Opoku |

| Gütersloh 18 maggio 1997, ore 15:00 CEST 30ª giornata | Gütersloh | 0 – 0 referto | Waldhof Mannheim | Heidewaldstadion (5 000 spett.)\| Arbitro: \| Lange \| |
| Arbitro:                                              | Lange     |               |                  |                                                        |

| Arbitro: | Insam |

|                                        |           |                    |
| Hayer 14’ Reichel 78’ Gunnlaugsson 84’ | Marcatori | 23’, 50’, 74’ Vier |

| Arbitro: | Stark |

|                                                  |           |  |
| Wagner 8’ Koch 32’, 70’ Marschall 47’ Rische 79’ | Marcatori |  |

| Arbitro: | Friedrichs |

|                     |           |  |
| Uysal 18’ Hayer 54’ | Marcatori |  |

| Arbitro: | Berg |

|               |           |                                |
| Löbe 18’, 26’ | Marcatori | 9’ Uysal 16’ Reichel 90’ Schön |

### Coppa di Germania
| Arbitro: | Weise |

|  |           |                |
|  | Marcatori | 67’ Kobylański |

| Arbitro: | Berg |

|  |           |              |
|  | Marcatori | 71’ Spanring |

## Statistiche

### Statistiche di squadra
| Competizione      | Punti | In casa | In casa | In casa | In casa | In casa | In casa | In trasferta | In trasferta | In trasferta | In trasferta | In trasferta | In trasferta | Totale | Totale | Totale | Totale | Totale | Totale | DR  |
| Competizione      | Punti | G       | V       | N       | P       | Gf      | Gs      | G            | V            | N            | P            | Gf           | Gs           | G      | V      | N      | P      | Gf     | Gs     | DR  |
| ----------------- | ----- | ------- | ------- | ------- | ------- | ------- | ------- | ------------ | ------------ | ------------ | ------------ | ------------ | ------------ | ------ | ------ | ------ | ------ | ------ | ------ | --- |
| 2. Bundesliga     | 40    | 17      | 9       | 5       | 3       | 32      | 18      | 17           | 1            | 5            | 11           | 13           | 38           | 34     | 10     | 10     | 14     | 45     | 56     | -11 |
| Coppa di Germania | -     | 1       | 0       | 0       | 1       | 0       | 1       | 1            | 1            | 0            | 0            | 1            | 0            | 2      | 1      | 0      | 1      | 1      | 1      | 0   |
| Totale            | 40    | 18      | 9       | 5       | 4       | 32      | 19      | 18           | 2            | 5            | 11           | 14           | 38           | 36     | 11     | 10     | 15     | 46     | 57     | -11 |

### Andamento in campionato
| Giornata  | 1  | 2  | 3  | 4  | 5  | 6  | 7  | 8  | 9  | 10 | 11 | 12 | 13 | 14 | 15 | 16 | 17 | 18 | 19 | 20 | 21 | 22 | 23 | 24 | 25 | 26 | 27 | 28 | 29 | 30 | 31 | 32 | 33 | 34 |
| --------- | -- | -- | -- | -- | -- | -- | -- | -- | -- | -- | -- | -- | -- | -- | -- | -- | -- | -- | -- | -- | -- | -- | -- | -- | -- | -- | -- | -- | -- | -- | -- | -- | -- | -- |
| Luogo     | T  | C  | C  | T  | C  | T  | C  | T  | C  | T  | C  | T  | C  | T  | C  | T  | C  | C  | T  | T  | C  | T  | C  | T  | C  | T  | C  | T  | C  | T  | C  | T  | C  | T  |
| Risultato | P  | N  | P  | N  | N  | P  | V  | P  | N  | N  | V  | P  | V  | P  | V  | P  | V  | V  | P  | P  | V  | P  | P  | N  | V  | P  | P  | N  | N  | N  | N  | P  | V  | V  |
| Posizione | 15 | 14 | 17 | 17 | 16 | 16 | 15 | 15 | 15 | 15 | 13 | 14 | 14 | 14 | 13 | 14 | 12 | 11 | 13 | 13 | 13 | 13 | 14 | 14 | 14 | 14 | 14 | 14 | 14 | 14 | 15 | 16 | 15 | 15 |

Legenda:

Luogo: C = Casa; T = Trasferta. Risultato: V = Vittoria; N = Pareggio; P = Sconfitta.

### Statistiche dei giocatori
| Giocatore        | 2. Bundesliga | 2. Bundesliga | 2. Bundesliga | 2. Bundesliga | Coppa di Germania | Coppa di Germania | Coppa di Germania | Coppa di Germania | Totale   | Totale | Totale      | Totale     |
| Giocatore        | Presenze      | Reti          | Ammonizioni   | Espulsioni    | Presenze          | Reti              | Ammonizioni       | Espulsioni        | Presenze | Reti   | Ammonizioni | Espulsioni |
| ---------------- | ------------- | ------------- | ------------- | ------------- | ----------------- | ----------------- | ----------------- | ----------------- | -------- | ------ | ----------- | ---------- |
| E. Barth         | 22            | 0             | 6             | 0             | 1                 | 0                 | 0                 | 0                 | 23       | 0      | 6           | 0          |
| A. Birlik        | 1             | 0             | 0             | 1             | 0                 | 0                 | 0                 | 0                 | 1        | 0      | 0           | 1          |
| A. Clauß         | 16            | 0             | 1             | 0             | 1                 | 0                 | 0                 | 0                 | 17       | 0      | 1           | 0          |
| F. Commodore     | 3             | 0             | 0             | 0             | 1                 | 0                 | 0                 | 0                 | 4        | 0      | 0           | 0          |
| M. Czakon        | 10            | 0             | 0             | 0             | 2                 | 0                 | 0                 | 0                 | 12       | 0      | 0           | 0          |
| M. Dehoust       | 20            | 1             | 4             | 0             | 1                 | 0                 | 1                 | 0                 | 21       | 1      | 5           | 0          |
| T. Epp           | 19            | 0             | 2             | 0             | 1                 | 0                 | 0                 | 0                 | 20       | 0      | 2           | 0          |
| J. Gerlach       | 29            | 2             | 5             | 0             | 2                 | 0                 | 0                 | 0                 | 31       | 2      | 5           | 0          |
| B. Gunnlaugsson  | 26            | 6             | 4             | 1             | 0                 | 0                 | 0                 | 0                 | 26       | 6      | 4           | 1          |
| U. Hartenberger  | 2             | 0             | 0             | 0             | 0                 | 0                 | 0                 | 0                 | 2        | 0      | 0           | 0          |
| F. Hayer         | 30            | 7             | 4             | 0             | 2                 | 0                 | 0                 | 0                 | 32       | 7      | 4           | 0          |
| N. Hofmann       | 31            | 3             | 9             | 0             | 1                 | 0                 | 0                 | 0                 | 32       | 3      | 9           | 0          |
| G. Karagiannis   | 5             | 0             | 0             | 0             | 0                 | 0                 | 0                 | 0                 | 5        | 0      | 0           | 0          |
| P. Klyk          | 1             | 0             | 0             | 0             | 0                 | 0                 | 0                 | 0                 | 1        | 0      | 0           | 0          |
| A. Kobylański    | 33            | 8             | 1             | 0             | 2                 | 1                 | 0                 | 0                 | 35       | 9      | 1           | 0          |
| W. Ksienzyk      | 13            | 0             | 3             | 0             | 0                 | 0                 | 0                 | 0                 | 13       | 0      | 3           | 0          |
| M. Köpper        | 9             | 1             | 1             | 0             | 2                 | 0                 | 0                 | 0                 | 11       | 1      | 1           | 0          |
| M. Langner       | 17            | 0             | 0             | 0             | 1                 | 0                 | 0                 | 0                 | 18       | 0      | 0           | 0          |
| J. Luginger      | 23            | 2             | 3             | 0             | 1                 | 0                 | 1                 | 0                 | 24       | 2      | 4           | 0          |
| D. Mackert       | 6             | 0             | 2             | 0             | 0                 | 0                 | 0                 | 0                 | 6        | 0      | 2           | 0          |
| T. Müller        | 1             | 0             | 0             | 0             | 0                 | 0                 | 0                 | 0                 | 1        | 0      | 0           | 0          |
| M. Reichel       | 27            | 9             | 9             | 1             | 2                 | 0                 | 0                 | 0                 | 29       | 9      | 9           | 1          |
| T. Richter       | 17            | 1             | 3             | 1             | 0                 | 0                 | 0                 | 0                 | 17       | 1      | 3           | 1          |
| F. Scheuber      | 18            | 0             | 0             | 0             | 2                 | 0                 | 0                 | 0                 | 20       | 0      | 0           | 0          |
| N. Schlotterbeck | 18            | 0             | 3             | 0             | 1                 | 0                 | 1                 | 0                 | 19       | 0      | 4           | 0          |
| A. Schwartz      | 19            | 1             | 6             | 1             | 1                 | 0                 | 0                 | 0                 | 20       | 1      | 6           | 1          |
| F. Schön         | 15            | 1             | 4             | 1             | 0                 | 0                 | 0                 | 0                 | 15       | 1      | 4           | 1          |
| M. Unfricht      | 0             | 0             | 0             | 0             | 0                 | 0                 | 0                 | 0                 | 0        | 0      | 0           | 0          |
| S. Uysal         | 17            | 3             | 2             | 0             | 1                 | 0                 | 0                 | 0                 | 18       | 3      | 2           | 0          |
| A. Wagenhaus     | 13            | 0             | 3             | 1             | 2                 | 0                 | 0                 | 0                 | 15       | 0      | 3           | 1          |
| M. Yahaya        | 7             | 0             | 2             | 0             | 0                 | 0                 | 0                 | 0                 | 7        | 0      | 2           | 0          |